# اسلام در منابع اسلامی
دین اسلام یکی از ادیان توحیدی است. در کتاب‌های قرآن، نهج البلاغه، صحیفه سجادیه، صحیح بخاری، صحیح مسلم و دیگر کتب مربوط به اسلام، در رابطه با خود دین اسلام مطالب و توضیحاتی موجود است که در این نوشتار به آن پرداخته شده‌است.

## اسلام در قرآن
اسلام را برایتان به عنوان دین پسندیدم. (۳)
مسلماً دینِ (واقعی که همه پیامبران مبلغ آن بودند) نزد خدا اسلام است. و اهل کتاب (درباره آن) اختلاف نکردند مگر پس از آنکه آنان را (نسبت به حقانیت آن) آگاهی آمد. (۱۹)
و هرکه جز اسلام، دینی انتخاب کند، هرگز از او پذیرفته نمی‌شود و او در آخرت از زیانکاران است. (۸۵)

سوره آل عمران

### سوره آل عمران
در آیه ۳ از اسلام به عنوان دین پسندیده یاد شده‌است. در آیه ۱۹، اسلام به عنوان دین واقعی نزد خدا معرفی شده‌است. در آیه ۸۵، کسانی که غیر از دین اسلام را برگزیده‌اند، زیانکار خطاب شده‌اند.

اسلام را برایتان به عنوان دین پسندیدم. (۳)
و اگر اهل کتاب [به آیین اسلام] ایمان می‌آوردند و پرهیزکاری می‌کردند، یقیناً گناهانشان را محو می‌کردیم و آنان را در بهشت‌های پر نعمت در می‌آوردیم. (۶۵)

سوره مائده

### سوره مائده
در آیه ۳ از اسلام به عنوان دین پسندیده یاد شده‌است. همچنین در آیه ۶۵ به اسلام آوردن و بخشش اهل کتاب اشاره شده‌است.

## اسلام از نگاه احادیث شیعه

### نهج‌البلاغه
خداوند اسلام را ویژه شما قرار داد و شما را برای آن برگزید. و این بخاطر آن است که اسلام از سلامت گرفته شده و کانون بزرگواری است. خداوند منهج و طریق اسلام را برگزید.

نهج البلاغه، خطبه ۱۵۲

این اسلام دین خداست که آن را برای خود گزید، و به دیده عنایت خویشش پرورید، و بهترین آفریدگان خود را مخصوص رساندن آن به مردمان گردانید. ستون‌های آن را بر دوستی خود استوار داشت، و با عزت آن دیگر دین‌ها را خوار، و به سربلندی آن دیگر ملت‌ها را پست و بی‌مقدار، و به ارجمندی آن دشمنانش را بی اعتبار، و با یاری کردن آن مخالفانش را واگذارد، و یاری ننمود، و با استواری پایه‌اش پایه‌های گمراهی را ویران فرمود. و تشنگان حکمت را از آبدان‌هایش سیراب کرد و آبگیرهای آن را برای بردارندگان آب معرفت پر آب. پس چنانش برپا داشت که نه دستاویزش بریدنی باشد، و نه حلقه‌هایش گشودنی، و نه پایه‌هایش ویران شدنی، و نه ستونهایش برافکندنی، و نه درخت آن از ریشه برآید و نه زمانش به سر آید. و نه راه‌هایش پی سپر روزگار گردد و نه شاخه‌هایش بریدنی و نه راه‌هایش تنگ و دیرگذار، و نه پیمودن همواری‌هایش دشوار. نه سپیدی روشنش را سیاهی فراگیرد و نه راستی‌اش کجی پذیرد. چون چوب خشک خمش نتوان کرد و گذرگاهش را بی دشواری توان سپرد. چراغش نمیرد و شیرینی‌اش چاشنی تلخی نگیرد. پس اسلام ستون‌هاست که خدا پایه‌هایش را بر حق استوار کرد و اساس آن را پایدار کرد، و چشمه‌هاست نهرهایش پر آب و جوشان، و چراغ‌هاست روشنایی آن تابان، و نشانه‌هاست که دیده بدان نهند و از دره‌هایش بگذرند، و آبشخورهاست که در شوندگان بدان سیراب شوند. خدا نهایت خشنودی خود را در اسلام قرار داده و فرازترین نقطه ستونهای  شرع در این دین ایستاده، و بالاترین مقام طاعتش را در پیروی آن نهاده. پس اسلام نزد خدا استوار پایه‌است و افراشته بنیان، برهانش روشن است و روشنی‌اش تابان، قدرتش ارجمند است و نشانه‌هایش بلند و درافتادن با آن ناممکن و مایه ریشخند. پس آن را بزرگ بشمارید، و پیرویش کنید و حق آن را بگزارید، و در جایی که شایسته آن است فرودش آرید.

نهج البلاغه، خطبه ۱۹۸

### خطبه‌های نهج البلاغه
در خطبه ۱۵۲ در کتاب نهج‌البلاغه، علی بن ابی طالب، در رابطه با ویژه بودن دین اسلام و برگزیده شدن این دین برای انسان‌ها سخن گفته‌است. همچنین در همین خطبه او اسلام را کانون بزرگواری معرفی کرده‌است. نگارنده نهج البلاغه در این خطبه به ریشه کلمه اسلام اشاره کرده و اسلام را هم خانواده واژه سلامت دانسته‌است. انتخاب اسلام به عنوان طریق و منهج از دیگر مواردی است که در این خطبه ذکر شده‌است.
در خطبه ۱۶۰ نگارنده بر این نکته اشاره دارد که اگر کسی به جز دین اسلام دین دیگری را برگزیند، با سقوط شدیدی مواجه خواهد شد.
در خطبه ۱۹۸ علی بن ابی طالب اسلام را برگزیده خدا می‌داند و به این نکته اشاره کرده‌است که اسلام با دید دانش پروردگار نازل شده‌است. او می‌گوید خدا ستون‌های اسلام را بر دوستی خود استوار داشته‌است و با عزت اسلام دیگر دین‌ها را خوار و به سربلندی آن دیگر ملت‌ها را پست و بی‌مقدار و به ارجمندی آن دشمنانش را بی اعتبار و با یاری کردن آن مخالفانش را واگذارده‌است و یاری ننموده‌است. نگارنده نهج البلاغه حلقه‌های اسلام را ناگشودنی و پایه‌هایش را ویران نشدنی معرفی می‌کند. از دیدگاه امام اول شیعیان ستون‌های اسلام استوار است و درخت آن از ریشه کنده نمی‌شود و زمانش به سر نمی‌آید. نویسنده نهج البلاغه بر این باور است که شاخه‌های اسلام بریدنی نیست. علی بن ابی طالب اسلام را شبیه چراغی می‌پندارد که هیچگاه خاموش نمی‌شود. او همچنین بر این عقیده‌است که شیرینی اسلام هرگز تلخ نمی‌گردد. او می‌گوید اسلام ستون‌هایی است که خدا پایه‌هایش را بر حق استوار کرد و اساس آن را پایدار نمود. علی بن ابی طالب بر این باور است که اسلام نزد خدا پایه‌هایی استوار دارد و برهانش روشن است و روشنی‌اش تابان، قدرتش ارجمند، نشانه‌هایش بلند، درافتادن با آن ناممکن و مایه ریشخند است. امام نخست شیعیان توصیه اکید دارد که اسلام را بزرگ بشمارید و پیرویش کنید و حق آن را بگزارید.

### حکمت‌های نهج البلاغه
اسلام را چنان وصف کنم که کس پیش از من نکرده‌است. اسلام گردن نهادن است و گردن نهادن یقین داشتن و یقین داشتن راست انگاشتن و راست انگاشتن بر خود لازم ساختن و بر خود لازم ساختن انجام دادن و انجام دادن به کار نیک پرداختن.

نهج البلاغه، حکمت ۱۲۰
در حکمت ۱۲۰ علی بن ابی طالب توصیف خاص خود را درباره اسلام آورده است.

### اسلام در غررالحکم و دررالکلم
اسلام نیاز به ایمان دارد.
اسلام روشن‌ترین راه‌هاست.
اسلام‌آور تا سالم بمانی.
دین اسلام بینایی است برای کسی است که عزم آن کند و نشانه‌ای است برای کسی که نشانه‌اش را بپذیرد، درس عبرتی است برای کسی که بپذیرد، مایه نجات و رهایی است برای کسی که تصدیقش کند.

غررالحکم و دررالکلم
در حدیث ۷۹۹ این کتاب از نیاز اسلام به ایمان سخن گفته شده‌است. همچنین در حدیث ۴۳۱۷ اسلام روشن‌ترین راه‌ها معرفی شده‌است. در حدیث ۴۳۲۰ علی بن ابی طالب ضامن سالم ماندن را گرویدن به اسلام بیان می‌کند.

## اسلام از نگاه علمای اهل تسنن

### صحیح مسلم
مسلم نیشابوری در صحیح مسلم بخش (باب)  «کتاب الإیمان»  مباحث اعتقادی و ایمانی و شناخت دین اسلام را برای یک مسلمان از نگاه حدیث صحیح نبوی بررسی می‌کند.

## اسلام در تفاسیر قرآن
اسلام در قران

## منبع‌ها و پی‌نوشت‌ها
1. ↑  آل عمران، پایگاه حسین انصاریان
2. ↑  مائده، پایگاه حسین انصاریان
3. 1 2 3 4  ترجمه جعفر شهیدی، وب‌گاه راسخون
4. ↑  علی بن ابیطالب (۱۳۷۸)، نرم‌افزار غررالحکم کلام امیر، مرکز تحقیقات امام علی